# عبد البر بن الشحنة
القاضي عبد البر ابن الشحنة الحلبي القاهري الحنفي كان باحثًا وكاتبًا.

## كتابات
- الذخائر الاشرفية في ألغاز الحنفية[4]
- تفصيل عقد الفوائد بتكميل قيد الشرائد
- شرح منظومة ابن وهبان الدمشقى
- كتاب تحصيل الطريق إلى تسهيل الطريق[5]